# San Pierre (Indiana)
San Pierre es un lugar designado por el censo ubicado en el condado de Starke en el estado estadounidense de Indiana. En el Censo de 2010 tenía una población de 144 habitantes y una densidad poblacional de 394,32 personas por km².

## Geografía
San Pierre se encuentra ubicado en las coordenadas 41°11′56″N 86°53′32″O / 41.19889, -86.89222. Según la Oficina del Censo de los Estados Unidos, San Pierre tiene una superficie total de 0.37 km², de la cual 0.37 km² corresponden a tierra firme y (0%) 0 km² es agua.

## Demografía
Según el censo de 2010, había 144 personas residiendo en San Pierre. La densidad de población era de 394,32 hab./km². De los 144 habitantes, San Pierre estaba compuesto por el 97.22% blancos, el 0% eran afroamericanos, el 0.69% eran amerindios, el 0% eran asiáticos, el 0% eran isleños del Pacífico, el 0% eran de otras razas y el 2.08% pertenecían a dos o más razas. Del total de la población el 0% eran hispanos o latinos de cualquier raza.